# 一般構造用圧延鋼材
一般構造用圧延鋼材（いっぱんこうぞうようあつえんこうざい）とは、日本産業規格における鋼材の規格。材料記号SSで表されSS材とも呼ばれる。広汎な用途を想定して機械的性質を中心に最低限の基準を設けている。特にSS400は流通量が多く、鉄鋼材料の中でも代表的な存在である。
SS材(steel standard)は「JIS G3101 一般構造用圧延鋼材」で4種が規定されている。SSに続く数字は引張強さの下限を表す。成分の基準は他の鋼材より緩やかであり、SS330・400・490はリンと硫黄の上限が、SS540はこれに加えて炭素とマンガンの上限のみが設定されている。強度の基準が決まればそれを得るのに必要な炭素量は自ずと決まるため、SS540を除いて炭素量は制限されていない。リンと硫黄の制限はそれぞれ低温脆性と赤熱脆性を避けるための処置である。
SS材は成分上は炭素の少ない（約0.25%以下の）炭素鋼が一般的である。このためSS330やSS400は溶接が可能だが、規格として溶接性は保証されていないため、溶接性を確実に担保するには溶接構造用圧延鋼材（SM材）などを利用する必要がある。なお炭素量の多いSS490やSS540、またSS400でも厚さが50mmを超える場合は溶接は推奨されない。
SS材は熱処理せずに使用するのが原則であり、熱処理を前提とした用途には、炭素量を細かく制限した機械構造用炭素鋼鋼材（S-C材）を用いるのが普通である。しかし安価な製品ではSS材を浸炭した上で焼き入れ・焼き戻ししたものが用いられることもある。

## 化学成分(溶鋼分析値)
- SS330　リンＰ 0.050％以下　硫黄S 0.050％以下
- SS400　リンＰ 0.050％以下　硫黄S 0.050％以下
- SS490　リンＰ 0.050％以下　硫黄S 0.050％以下
- SS540　炭素C 0.30％以下   マンガンMn 1.60％以下　 リンＰ 0.050％以下　硫黄S 0.050％以下

## 機械的性質の例
- SS400 降伏点245MPa(N/mm2)[鋼材の厚さ16mm以下の場合]、引張強さ400～510MPa(N/mm2)、伸び26％以上[鋼板､鋼帯､平鋼の厚さ16を超え40mm以下の場合]、